# Ugo Didier
Pour les articles homonymes, voir Didier.
Ugo Didier, né le 11 septembre 2001 au Chesnay, est un nageur handisport français.
Plusieurs fois médaillé aux Jeux paralympiques, il remporte notamment l'or au 400 m nage libre aux Jeux de 2024 à Paris.
Il est le frère aîné du pongiste handisport Lucas Didier.

## Carrière
Ugo Didier naît le 11 septembre 2001 avec des pieds bots et a une faiblesse dans les deux jambes. Il représente la France sur 400 mètres nage libre masculin S9 aux Jeux paralympiques d'été de 2020 et remporte une médaille d’argent, ; il est également lors de ces Jeux médaillé de bronze sur 200 mètres 4 nages SM9.
Il remporte 5 médailles lors des Championnats d'Europe qui ont eu lieu au Portugal à Funchal en avril 2024. Il remporte trois titres sur le 100 mètres dos, le 200 mètres 4 nages et le 400 mètres nage libre.
Le 29 août 2024, lors des Jeux paralympiques de Paris, il remporte cette fois-ci la médaille d’or en 400 mètres nage libre S9, la première médaille d'or de la délégation française lors de ces Jeux. Il remporte 5 jours plus tard la médaille d'argent en 100 mètres dos S9 et le lendemain la médaille d'argent sur le 200 mètres 4 nages SM9.

## Palmarès handisport

### Jeux paralympiques
- Jeux paralympiques d'été de 2021 à Tokyo
  -  Médaille d'argent du 400 m nage libre S9
  -  Médaille de bronze du 200 m quatre nages SM9
- Jeux paralympiques d'été de 2024 à Paris
  -  Médaille d'or du 400 m nage libre S9
  -  Médaille d'argent du 100 m dos S9
  -  Médaille d'argent du 200 m quatre nages SM9

## Décorations
- Chevalier de la Légion d'honneur (décret du 23 septembre 2024)[7]
- Chevalier de l'ordre national du Mérite le 8 septembre 2021[8]